# Huda luknja pri Radljah
Huda luknja pri Radljah este o arie protejată (arie specială de conservare — SAC, sit de importanță comunitară — SCI) din Slovenia întinsă pe o suprafață de 31,22 ha, integral pe uscat.

## Localizare
Centrul sitului Huda luknja pri Radljah este situat la coordonatele 46°37′12″N 15°13′33″E / 46.62°N 15.2257°E.

## Înființare
Situl Huda luknja pri Radljah a fost declarat sit de importanță comunitară în aprilie 2004 pentru a proteja 4 specii de animale. Situl a fost protejat și ca arie specială de conservare în februarie 2012.

## Biodiversitate
Situată în ecoregiunea continentală, aria protejată conține 1 habitat natural: Peșteri inaccesibile publicului.
La baza desemnării sitului se află mai multe specii protejate de  mamifere (4): liliac cârn (Barbastella barbastellus), liliac cu aripi lungi (Miniopterus schreibersii), liliac cu urechi mari (Myotis bechsteinii), liliacul mic cu potcoavă (Rhinolophus hipposideros).